# Asota lara
Asota lara är en fjärilsart som beskrevs av Swinhoe 1893. Asota lara ingår i släktet Asota och familjen nattflyn. Inga underarter finns listade i Catalogue of Life.